# Situgal
Situgal is een bestuurslaag in het regentschap Kuantan Singingi van de provincie Riau, Indonesië. Situgal telt 310 inwoners (volkstelling 2010).